# 阿米巴經營
阿米巴經營是前京瓷董事長稻盛和夫提出的一個企業管理理論，而且被京瓷和KDDI採用。
根據阿米巴經營的理論，要把企業划分成一个个小的团体或部門，這些部門独立核算。 這些小團體應該随着外部环境变化而調整、合併、分裂，就像不斷變形的阿米巴一樣。